# Enicostema
Enicostema är ett släkte av gentianaväxter. Enicostema ingår i familjen gentianaväxter.
Kladogram enligt Catalogue of Life:
| Enicostema | \| \| Enicostema axillare \| \| \| \| \| \| Enicostema elizabethae \| \| \| \| \| \| Enicostema littorale \| \| \| \| |
|            | \| \| Enicostema axillare \| \| \| \| \| \| Enicostema elizabethae \| \| \| \| \| \| Enicostema littorale \| \| \| \| |
|            | Enicostema axillare                                                                                                   |
|            | |
|            | Enicostema elizabethae                                                                                                |
|            | |
|            | Enicostema littorale                                                                                                  |
|            | |